# 7063 Johnmichell
A 7063 Johnmichell (ideiglenes jelöléssel (7063) 1991 UK) a Naprendszer kisbolygóövében található aszteroida. Ueda Szeidzsi és Kaneda Hirosi fedezte fel 1991. október 18-án.